# Вила Сконтроне (Л'Аквила)
Вила Сконтроне (итал. Villa Scontrone) је насеље у Италији у округу Л'Аквила, региону Абруцо.
Према процени из 2011. у насељу је живело 342 становника. Насеље се налази на надморској висини од 847 м.